# Edifício residencial Sob a Estrela
Prédio de apartamentos Sob Estrela em Toruń  – o prédio de apartamentos burguês que fica em Toruń. 

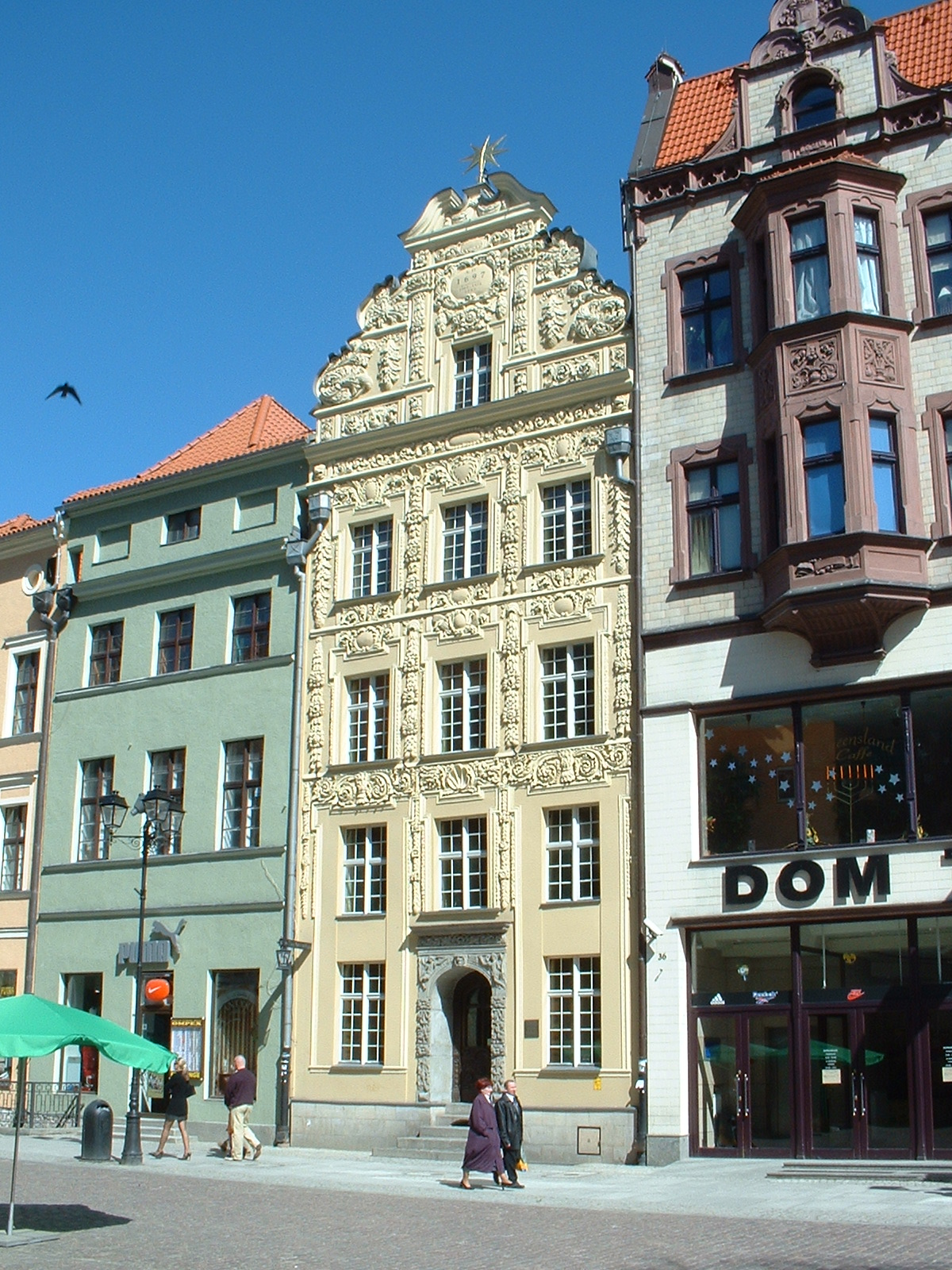
Fachada de prédio de apartamento

Ele distingue-se pela fachada de tarde barroco, decorado no topo pela estrela de ouro, da qual ganhou nome. Para a forma presente contribuiram-se muitas reconstruções e renovações.

## Localização
O prédio de apartamentos fica no terreno do Complexo da Cidade Velha, na parte Oriental dos edifícios do Mercado da Cidade Velha, sob o número 35.

## História
O prédio de apartamentos foi construído na segunda metade do século XIII. Na época do gótico foi reconstruída algumas vezes e mudava os proprietários. Um dos eles foi educador dos filhos de Kazimierz Jagiellończyk, poeto e humanista Filippo Buonaccorsi (1437-1496), chamado Kallimach. A seguinte reconstrução tomou lugar na segunda metade do século XVI. Foi elevado pelo segundo andar, recebendo uma figura característica de prédios burgueses contemporâneos. Alguns andares formados neste modo para juntar as funções de habitação e armazém. Foram construídas galerinhas no andar central como também um tecto policromado na parte de trás do rés-do-chão. O tecto do primeiro andar vem de 1630-40 e do segundo andar de 1620 (transportado de prédio de apartamentos sob a rua Mercado da Cidade Velha 24).  
No fim do século XVII novo proprietário - o vereador Jan Jerzy Zöbner, deu ao prédio uma decoração barroca. Recebeu a forma exterior barroca com o portal rico decorado. A fachada foi decorada pelos motivos de flores, frutas feitas de estuque. No corredor fica escadaria do estilo de danzigue, que está guardada pelas estátuas de Minerva e leão com um escudo.
No início do século XIX a sala no primeiro andar e decorada pela policromia classicista com uma columnata ilusionista na ordem jônica, também pseudo-caixotão no tecto. Hoje, graças às conservadores de Toruń podemos ver reconstrução dessa policromia. Na segunda metade do século XIX durante de reconstrução seguinte, no lugar da chaminé foram colocadas segundas escadas encaracoladas - desta vez feitas do ferro fundido.
Desde 1970 no prédio de apartamentos fica o Museu da Arte de Extremo Oriente.

## Galeria

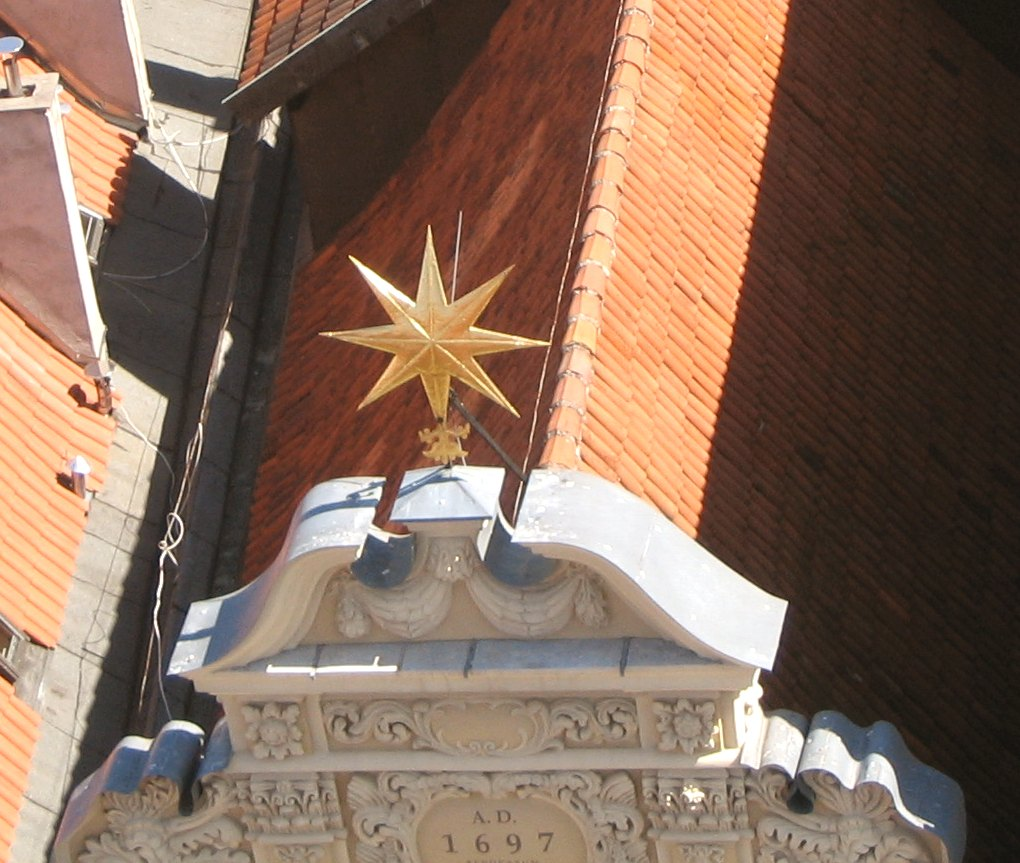
Estrela no topo do edifício
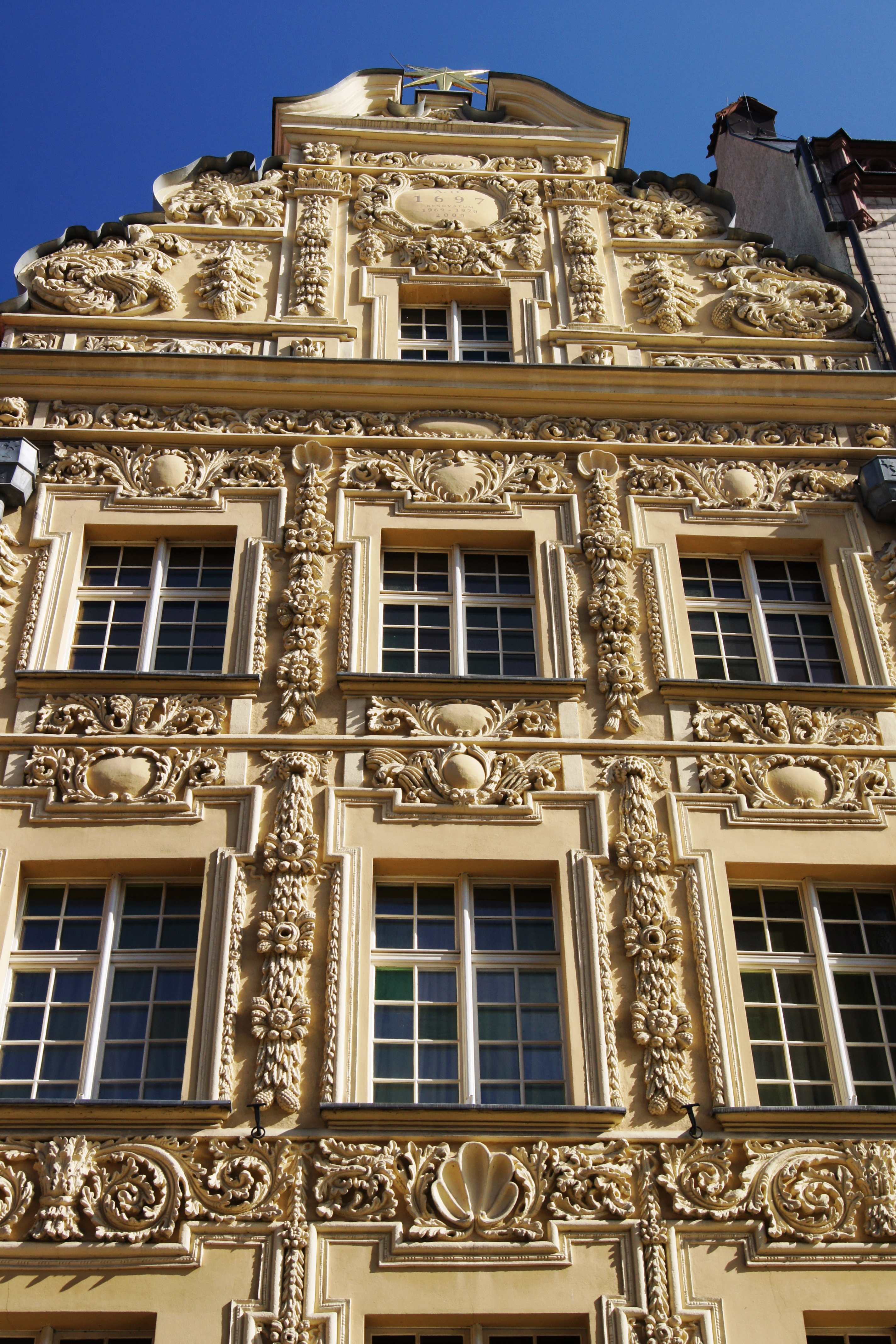
Fachada
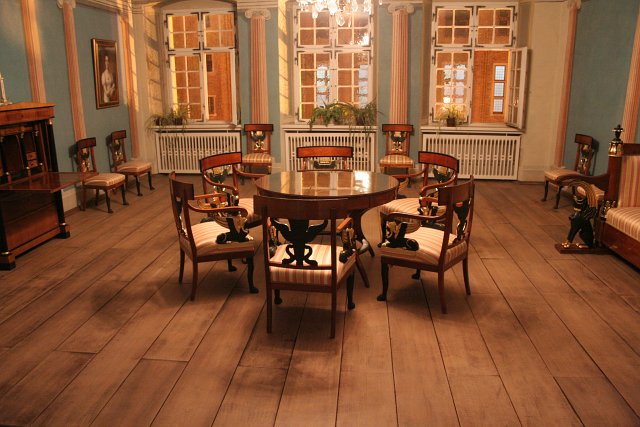
Sala de estar
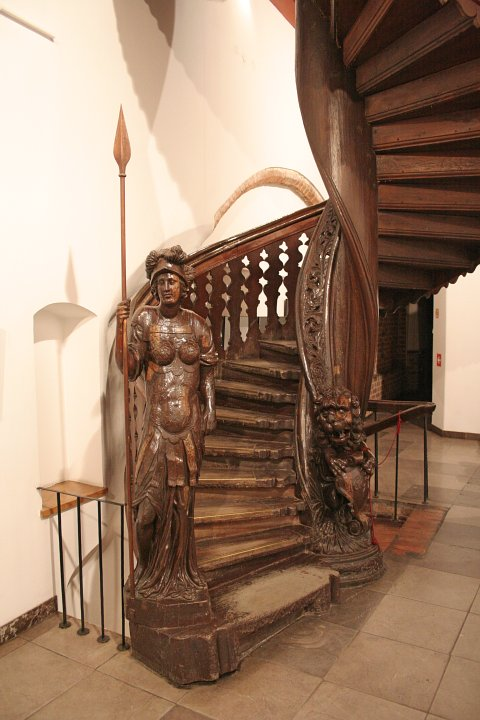
Escadas
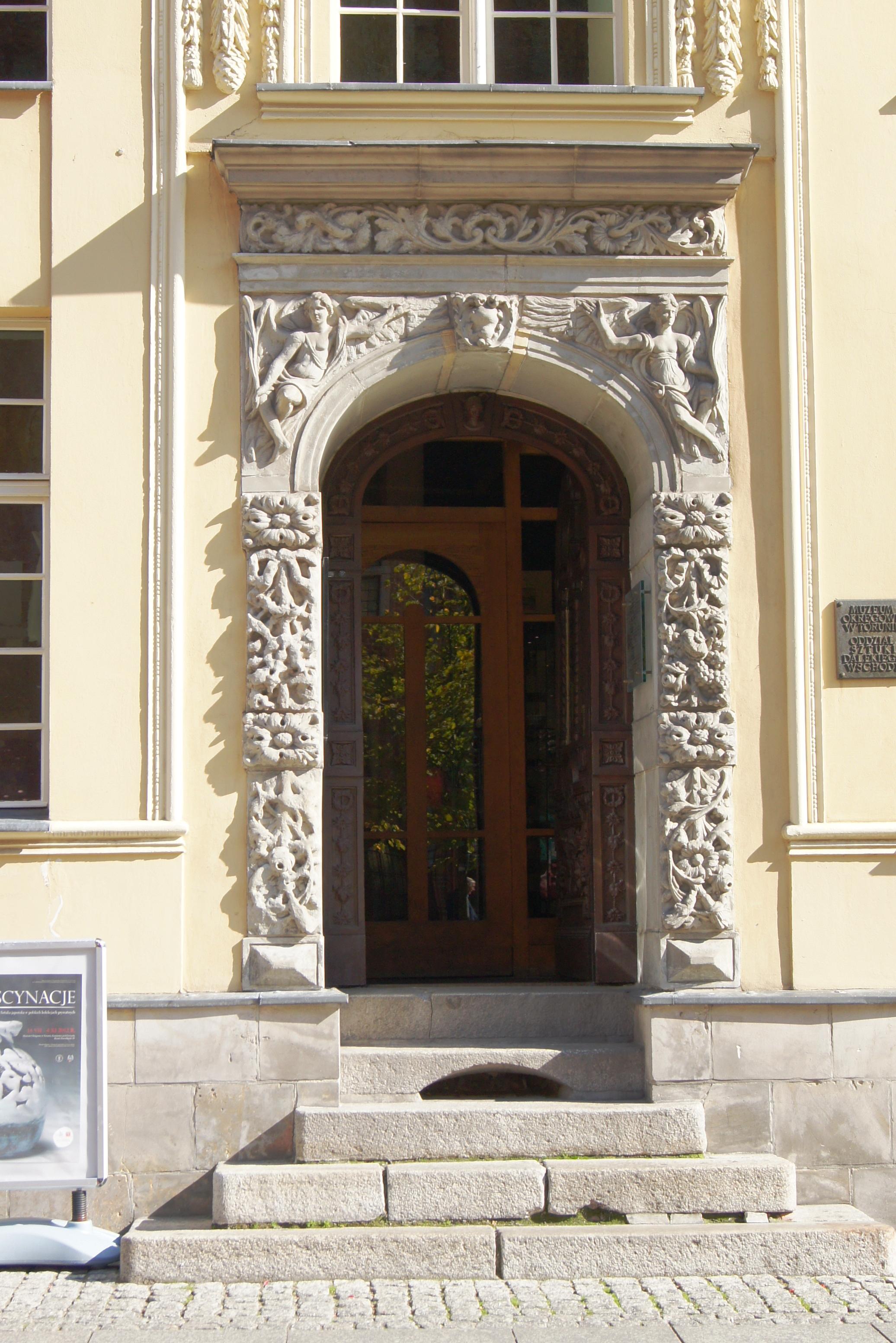
Portal